# SHVコネクタ
SHVコネクタ（英語: safe high voltage connector）とは、RFコネクタの一種である。同軸ケーブルの端子として用いられる。SHVコネクタはBNCコネクタやMHVコネクタと同様のバヨネットマウントを用いている。しかしそれらの端子と比べ、絶縁体部分が分厚く、突き出していることから簡単に見分けることができる。この絶縁体の配置によって、SHVコネクタはMHVコネクタよりも高圧の取り扱いを安全にしている。なぜならば、この絶縁体が、差し込んでいないコネクタやプラグの内側の、電圧が掛かっている導体への不慮の接触を防ぐからである。また、コネクタをプラグから外したときに、高圧側の接点が接地側の接点よりも先に外れることで、不慮のショックを防ぐようにも設計されている。さらに、MHVコネクタとBNCコネクタの間で起こり得るような、高圧用コネクタを低圧用プラグに（あるいは高圧用プラグを低圧用コネクタに）無理矢理差し込んでしまう事態を防ぐような設計にもなっている。
SHVコネクタは、研究室の設備で、BNCコネクタやMHVコネクタの許容範囲を超える電圧・電流を扱うときに用いられる。標準的なSHVコネクタの定格は直流5000ボルト・5アンペアであり、より高圧（20kVまで）に対応した製品もある。SHVコネクタは古いMHV型ほどは一般的でない。
SHVコネクタの一般的な利用法として、ガイガー＝ミュラー管検出器がある。